# Cyrtodactylus thochuensis
Cyrtodactylus thochuensis es una especie de gecos de la familia Gekkonidae.

## Distribución geográfica
Es endémica de las islas Thổ Châu, en la costa sur de Vietnam.